# Gertrude de Sulzbach
Gertrude de Sulzbach (em alemão: Gertrud; c. 1110 – 14 de abril de 1146) foi rainha da Alemanha de 1138 até sua morte. Era a segunda esposa do rei Conrado III, da casa de Hohenstaufen.

## Biografia
Gertrude de Sulzbach era filha do conde bávaro Berengar II de Sulzbach (c. 1080–1125) e de Adelheid de Wolfratshausen (falecida em 1126).
A identidade de sua mãe é mencionada na Kastler Reimchronik, verso 525. Adelheid de Wolfratshausen aparece em vários documentos do século XII como "condessa de Sulzbach", sem menção ao marido. O texto De Fundatoribus Monasterii Diessenses apresenta uma genealogia um pouco confusa sobre as duas filhas mais conhecidas de Adelheid. Otto II, conde de Wolfratshausen e pai de Adelheid, é descrito como pai de Ricarda de Northeim, "imperatriz", e de "Maria, Imperatriz dos Gregos". Na verdade, Richenza era esposa de Lotário II, e o autor do texto aparentemente a confundiu com Gertrude de Sulzbach. "Maria" provavelmente é uma confusão com "Irene", o nome de batismo de Berta de Sulzbach, irmã de Gertrude e esposa do imperador romano Manuel I Comneno. Ambas eram netas de Otto e filhas do conde Berengar e de Adelheid.
Quando Gertrude nasceu, por volta de 1111, o conde Berengar II estava entre os nobres presentes na coroação do último imperador saliano, Henrique V. Ele é citado como testemunha em documentos relacionados ao evento. Em 1120, Berengar aparece doando terras ao Principado-Episcopado de Bamberg. Ele também é reconhecido como cofundador da Abadia de Kastl por volta de 1103, fundador do mosteiro de Berchtesgaden em homenagem à sua mãe falecida (1101–1102) e da Abadia de Baumburg (1107–1109). Em 23 de dezembro de 1122, foi um dos nobres alemães que assinou a Concordata de Worms, entre o imperador Henrique V e o papa Calisto II. Em agosto de 1125, Berengar é mencionado em documentos do rei Lotário II da Alemanha, e sua morte foi registrada quatro meses depois.

## Rainha consorte da Alemanha
Gertrude se casou com Conrado de Hohenstaufen em 1136. Conrado era filho do falecido duque Frederico II da Suábia. Embora o irmão mais velho de Conrado, Frederico II, tenha herdado o título de duque da Suábia, Conrado foi eleito rei anti-alemão em 1127, mas viu seu rival Lotário II ser coroado como imperador do Sacro Império Romano em 1133. Conrado finalmente se rendeu em 1135 e, no ano seguinte, participou da campanha italiana do imperador Lotário e se casou com Gertrude.
Essa aliança matrimonial entre a Casa de Hohenstaufen e os Condes de Sulzbach fortaleceu os laços entre as famílias. Quando o irmão de Gertrude, o conde Gebhard III, morreu, a linhagem dos Sulzbach foi extinta, e o sobrinho de Gertrude por casamento, o imperador Frederico I Barbarossa, tornou-se o único herdeiro das propriedades da família Sulzbach.
Após a morte do imperador Lotário II em 1137, Conrado foi finalmente eleito Rei dos Romanos em 7 de março de 1138. No entanto, Conrado logo enfrentou oposição do duque Henrique X da Baviera e de seus filhos, Henrique, o Leão, e Guelfo VI. Para consolidar o domínio dos Hohenstaufen, Conrado organizou a eleição de seu filho, Henrique Berengar, então com 10 anos, como co-rei da Alemanha em uma assembleia imperial realizada em Ratisbona, em 13 de março de 1147. Durante seu reinado, Conrado contou amplamente com o apoio dos parentes de Gertrude.

## Morte
Gertrude faleceu em 1146, aos 36 anos, na Abadia de Hersfeld, após adoecer devido ao parto de seu segundo filho, Frederico. Ela foi sepultada na igreja do antigo mosteiro cisterciense de Ebrach, ao lado de seu filho mais novo.